# Тысяча белых женщин
«Тысяча белых женщин: дневники Мэй Додд» (англ. One Thousand White Women: The Journals of May Dodd) — первый роман известного американского писателя Джима Фергюса. Роман получил награду как «Лучшая художественная книга» 1999 года по версии Mountain Plains Library Association. Французский перевод книги удостоился приза «Лучший иностранный роман» и возглавлял список бестселлеров во Франции в течение 57 недель. Во всём мире книга разошлась тиражом более 1 млн. экземпляров.  

## История
Произведение основано на реальных событиях. В 1854 году вождь индейцев из племени шайеннов предложил президенту США Улиссу Гранту обменять 1000 белых женщин на 1000 лошадей. Конечно же, американский президент отверг такое предложение.
Джим Фергюс рассматривает другую версию истории. В ней американское правительство приняло предложение индейского вождя и запустило секретную программу «Невесты для индейцев».
Главная героиня романа Мэй Додд из богатой чикагской семьи влюбляется в беглого раба-афроамериканца, рожает ему двоих детей и лишается всего. Родители строго осуждают выбор девушки и помещают её в больницу для умалишённых. Единственный способ сбежать из больницы — принять участие в программе «Невесты для индейцев». В итоге девушка оказывается в незнакомой для неё обстановке, ей приходится принимать сложные решения, требующие непоколебимой стойкости и мужества.

## Перевод
В 2016 году книга переведена на русский язык А. Финогеновой и А. Логиновой и опубликована издательством "Флюид".